# RegionalMedien Wien
Die RegionalMedien Wien sind ein österreichisches Unternehmen zur Herstellung und Distribution von Print- und Onlinemedien. Als „bz-Wiener Bezirkszeitung GmbH“ im Jahr 2009 unter dem Dach der Regionalmedien Austria AG gegründet, erfuhr die Marke 2021 eine Neugestaltung.

## Die BezirksZeitung & meinbezirk.at
Das Unternehmen gibt die wöchentlich erscheinende Gratiszeitung Die BezirksZeitung heraus, die vormals bz-Wiener Bezirkszeitung hieß und die in Wiener Haushalten verteilt wird. Die so genannte „bz“ ist in 23 Bezirksausgaben unterteilt, die der Struktur der Wiener Gemeindebezirke folgen.
Laut Österreichischer Media-Analyse (MA 2022/23) erreicht die BezirksZeitung wöchentlich 349.000 Leser, was einer Reichweite von 21,1 % entspricht.
Laut Verlagsangaben hat die BezirksZeitung beim Stand 01/2024 eine Printauflage von 501.125.
Die Österreichische Webanalyse ÖWA Plus meldete für das 4. Quartal 2023 zur Belegungseinheit meinbezirk.at – wien des Einzelangebots meinbezirk.at: 643.000  Unique User in Projektion für einen durchschnittlichen Monat im Erhebungszeitraum in Österreich 14plus. Die angeführten Mediadaten unterliegen einer statistischen Schwankungsbreite.

## Unternehmen

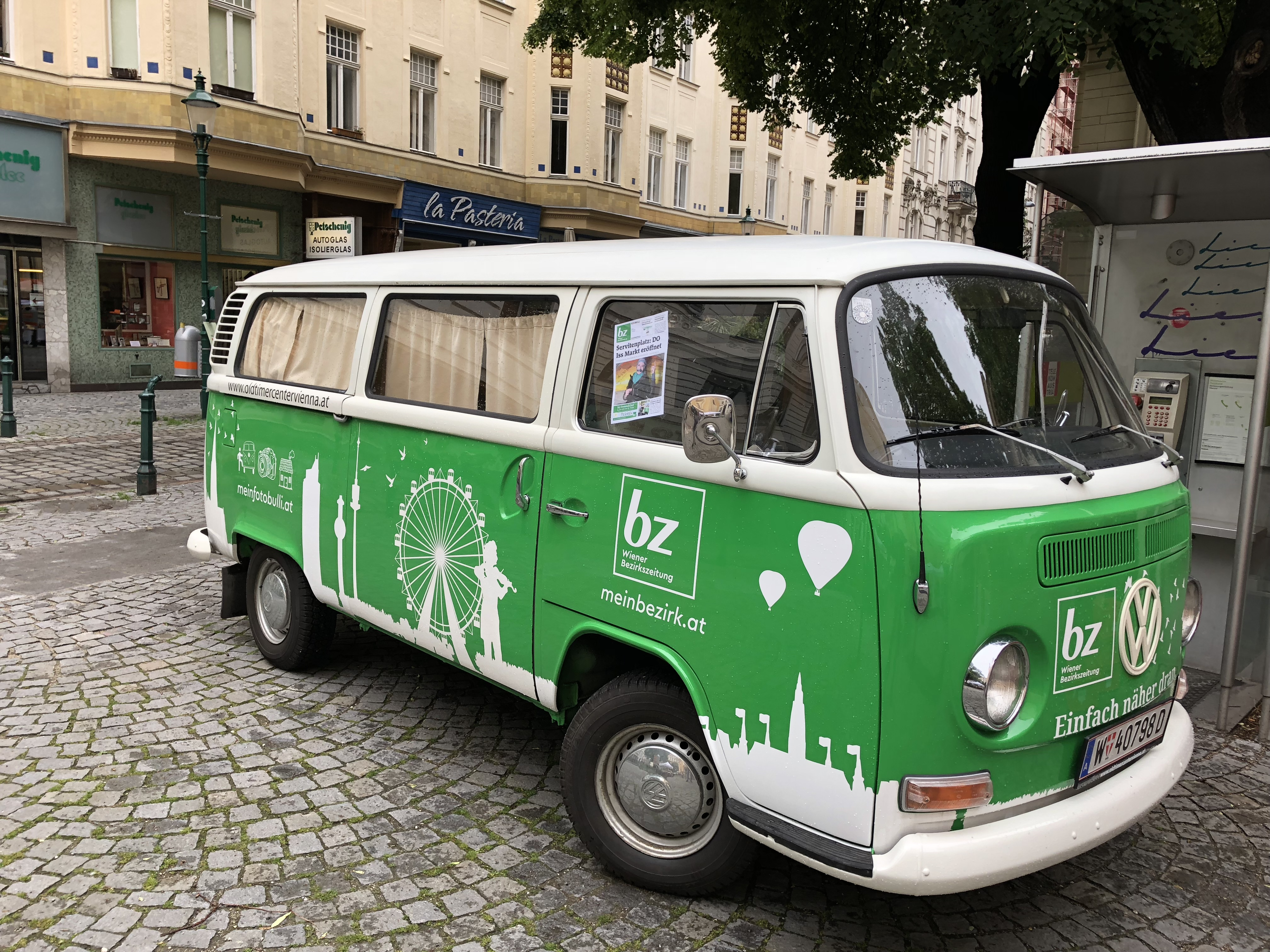
VW-Bus der ehemaligen bz-Wiener Bezirkszeitung

### Geschichte
Die BezirksZeitung, damals bz-Wiener Bezirkszeitung, wurde 1983 gegründet und bis 2006 vom Mader-Verlag geführt. Im Frühjahr 2006 wurde die heutige BezirksZeitung von der Österreichischen Post AG übernommen.
Seit 2009 ist die damalige bz-Wiener Bezirkszeitung unter dem Dach der Regionalmedien Austria AG, die als 50/50 Joint Venture von der Styria Media Group AG und der Moser Holding AG gegründet wurde.
2021 wurde die bz-Wiener Bezirkszeitung, im Zuge einer Markenneugestaltung, zu BezirksZeitung umbenannt. 

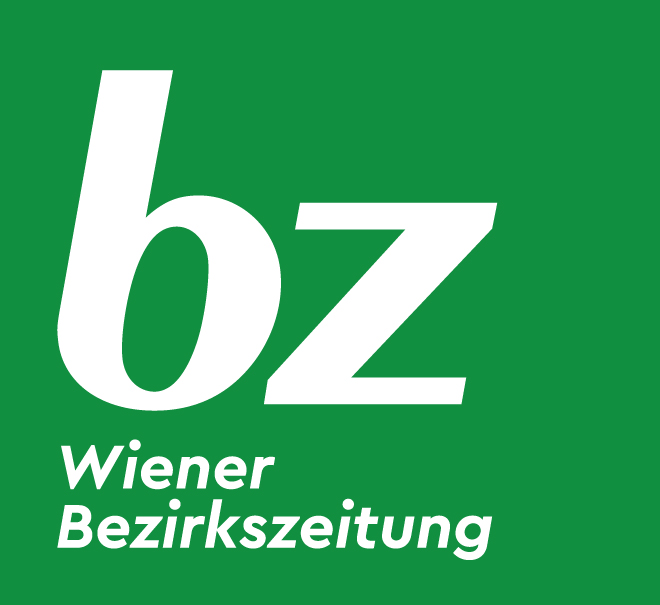
Ehemaliges Logo der bz Wiener Bezirkszeitung

### Management
Seit Juni 2020 ist Gerhard Riedler Geschäftsführer der Regionalmedien Wien, ehemals bz. Er ist seit vielen Jahren im Mediengeschäft und war davor in leitenden Positionen im Red Bull Mediahouse, der Mediaprint und IP Österreich tätig. Er folgt Maximilian Schulyok, der von Februar 2014 bis März 2020 als Geschäftsführer tätig war. Bis zu ihrer Pensionierung im März 2023 war Prokuristin Sandra Ritzberger an der Gesamtverantwortung beteiligt.
Seit 2016 leitet Nicole Gretz-Blanckenstein als Chefredakteurin die BezirksZeitung. Thomas Haas ist seit 2021 für die zusammengelegte Marketing- und Digitalabteilung verantwortlich. Das Team wurde im Juli 2022 weiters mit Barbara Schuster in der Position der Chefredakteurin Digital erweitert und seit Januar 2024 fungiert Mario Popp als Verkaufsleiter.

### Geschäftsmodell
Die BezirksZeitung ist gratis, ihre Zustellung erfolgt wienweit „an einen Haushalt“. Finanziert wird die Zeitung ausschließlich über Anzeigenerlöse.

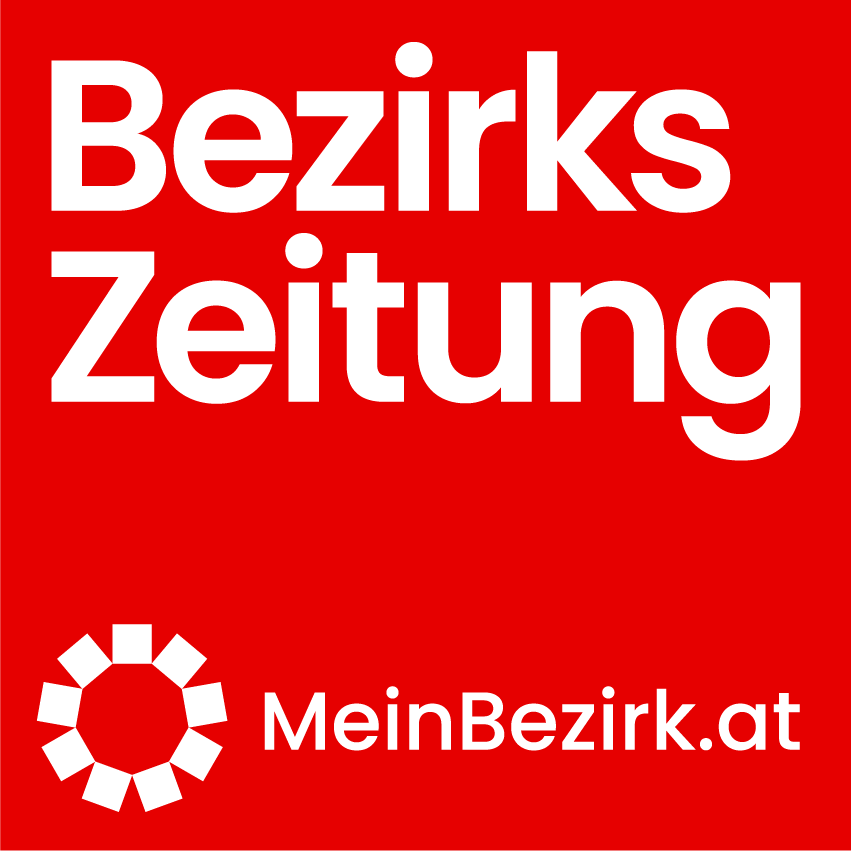
Logo der BezirksZeitung

## Redaktionelles Konzept
Die Redaktion der BezirksZeitung ist unabhängig. Die BezirksZeitung liefert lokale Nachrichten aus dem unmittelbaren Lebensumfeld der Leser, ihrem Bezirk. Ergänzend wird über bundesland- und österreichweit relevante Themen berichtet – mit dem Anspruch, die Verbindung in die Regionen herzustellen.
Regelmäßig erscheinen zudem Schwerpunktthemen für die zentralen Leserinteressen „Motor & Mobilität“, „Reisen & Gesundheit“, „Bauen & Wohnen“ und „Arbeitsplatz“.
Digital verfolgen die bz-Wiener Bezirkszeitung mit dem Onlineportal www.meinbezirk.at/wien die Strategie von User Generated Content. Registrierte User können auf den regionalen Online-Portalen als Leserreporter, sogenannten „Regionauten“, lokale und regionale Informationen gleichermaßen anbieten wie konsumieren.